# Papinska akademija društvenih znanosti
Papinska akademija društvenih znanosti (latinski: Pontificia Academia Scientiarum Socialium) je papinska akademija čiji zadatak je promicanje studija i napretka društvenih znanosti, prije svega ekonomije, sociologije, prava i političkih znanosti. Središte Akademije se nalazi u Ljetnikovcu Pija IV. unutar Vatikanskih vrtova. Akademiju je osnovao papa Ivan Pavao II. 1994. godine.

## Djelovanje
Da bi se postigla svoje ciljeve akademija organizira konferencije i radionice o određenim temama, promiče znanstvena istraživanja, pomaže institucijama i pojedincima u istraživanjima, objavljuje rezultate svojih razmatranja i izdaje publikacije znanstvene prirode. Dosad je Akademija na plenarnim sjednicama, okruglim stolovima i radionicama obradila sljedeće teme:
- Rad i zapošljavanje (1996., 1997. i 1999.)
- Demokracija (1996., 1998. i 2000.)
- Globalizacija (2000., 2002., 2003., 2005. i 2012.)
- Međugeneracijska solidarnost (2002., 2004. i 2006.)
- Milosrđe i pravda (2007.)
- Solidarnost i supsidijarnost (2008.)
- Ljudska prava (2009.)
- Kriza u globalnom gospodarstvu (2010.)
- Vjerske slobode (2011.)
- Pacem in Terris pedeset godina kasnije (2012.)

## Predsjednici
Na čelu Akademije je predsjednik koji djeluje uz pomoć Vijeća Akademije koje se sastaje najmanje dva puta godišnje. Predsjednik je izravno odgovoran papi koji ga i imenuje.
- Edmond Malivaud (1994. – 2004.)
- Mary Ann Glendon (2004. – trenutačna)

## Vijeće
Vijeće Papinske akademije društvenih znanosti je tijelo te akademije koje pomaže predsjedniku Akademije u njegovu djelovanju. Članove vijeća imenuje papa na prijedlog predsjednika Akademije nakon dogovora s članovima Akademija. Trenutačno se vijeće sastoji od predsjednice Akademije Mary Ann Glendon i šest vijećnika:
- Margaret S. Archer
- Juan José Llach
- Roland Minnerath
- José T. Raga
- Marcelo Sánchez Sorondo
- Hanna Suchocka, veleposlanica Poljske pri Svetoj Stolici
- Hans Tietmeyer

## Članovi
Papinsku akademiju društvenih znanosti čini skupina od dvadeset do četrdeset muškaraca i žena prikladnih za predstavljanje različitih disciplina društvenih znanosti iz različitih dijelova svijeta. Članove Akademije imenuje papa na prijedlog tijela Akademije na temelju njihovih sposobnosti, izuzetnih doprinosa na području društvenih znanosti i na temelju njihovog moralnog integriteta. Akademici sudjeluju na svim sastancima koje organizira akademija zajedno sa stručnjacima iz područja kojima se Akademija bavi. Njihove zaključke i znanstvene radove objavljuje sama Akademija ili neki drugi izdavač.
- Margaret Archer
- Kenneth Joseph Arrow
- Belisario Betancur
- Rocco Buttiglione
- Partha Dasgupta
- Luís Ernesto Derbez Bautista
- Pierpaolo Donati
- Gérard-François Dumont
- Ombretta Fumagalli Carulli
- Mary Ann Glendon
- Allen D. Hertzke
- F. Russell Hittinger
- Paul Kirchhof
- Hsin-Chi Kuan
- Juan José Llach
- Edmond Malinvaud
- Pierre Manent
- Janne Haaland Matlary
- Roland Minnerath
- Lubomír Mlcoch
- Pedro Morandé Court
- Taketoshi Nojiri
- Vittorio Possenti
- José T. Raga
- Mina Magpantay Ramirez
- Kevin Ryan
- Louis Sabourin
- Herbert Schambeck
- Johannes Schasching
- Michel Schooyans
- Joseph E. Stiglitz
- Hanna Suchocka
- Hans Tietmeyer
- Wilfrido V. Villacorta
- Hans F. Zacher
- Paulus Mzomuhle Zulu

## Vanjske poveznice
- Statut Akademije na engleskom jeziku  Arhivirana inačica izvorne stranice od 15. studenoga 2012. (Wayback Machine)